# 하라사키 마사토
하라사키 마사토(일본어: 原崎 政人, 1974년 8월 13일 ~ )는 일본의 전 축구 선수이다.

## 구단 경력
1993년 J1리그의 벨마레 히라쓰카에 입단하였다. 1999년 J2리그의 오미야 아르디자로 이적했다. 2004년 베갈타 센다이로 이적했다.

## 지도자 경력
2021년부터 2022년까지 베갈타 센다이에서 감독을 맡았다. 2023년 오미야 아르디자의 감독으로 취임하였다.